# 陸徵祥
陸徵祥（1871年6月12日—1949年1月15日），字子欣，上海人，原籍江苏省太仓县（今江苏太仓）人。中國外交官，天主教本篤會修士、神父。

## 生平

### 外交官生涯
陸徵祥1871年生，上海人，原籍江苏太仓。1884年就讀於上海廣方言館，後入北京同文館習外文，尤精俄文。1893年奉派擔任中国驻俄罗斯公使馆翻譯官。八國聯軍之役，其長官許景澄被慈禧處死，遂心生不滿。日俄戰爭事件後，在俄國憤而剪去髮辮。陸徵祥在俄結識比利時外交官的女兒培德 (Berthe Bovy 1855 - 1926)，不顧使館反對，於1899年結婚。由於陸徵祥能力出色，表現優異，仍在1906年升任中國駐荷蘭使臣。武昌起义后，1912年1月3日陸徵祥联合一些驻外使臣，电请清帝退位。

1912年中華民國建立，應總統袁世凱電命，從駐俄公使任所返國出任外交總長，並推動中國現代外交機構之改革，將清代「外務部」改為外交部。6月任国务总理，9月辞职。1912年底出任驻瑞士公使，1914年底归国。
1915年初复任外交部长，与外交次长曹汝霖，于2月－5月与日本谈判《二十一条》。1915年10月到1916年3月袁世凱稱帝其間，因国务卿徐世昌请假，曾短暫出任政事堂代理國務卿和正式国务卿職務。

1919年任外交总长，率领中華民國代表团参加巴黎和会，最后拒绝签字。

### 定居比利時

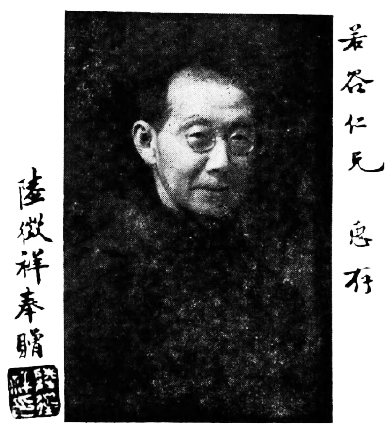
陸徵祥晚年题赠张若谷的照片

巴黎和會後，由於陸徵祥夫人病況，陸徵祥即辭去職務滯留比利時，照料病妻。培德女士1926年病逝後，陸徵祥參加天主教本篤會，經過教會觀察培訓，成為修士，專心教會事務，1935年6月25日晉鐸為神父。二戰期間，幫助受納粹迫害之比利時地方群眾，並曾推動抵制日貨之運動，為中華民國與盟國戰勝而祈禱。
1945年曾有中國記者至比利時採訪陸徵祥，陸徵祥一方面对于曾替袁世凯签署“二十一条”向国人表示忏悔，另一方面对中国取得抗日戰爭的胜利表示异常兴奋感慨终于“在有生之年得见祖国一雪前耻”。同时，陸徵祥對未來國情提出簡短而著名之警語：「弱國無外交」。
1945年陸徵祥回憶錄《Souvenirs et Pensées》正式出版。
1946年春季，中華首任樞機主教田耕莘到比利時聖安德魯修道院拜訪陸徵祥，並討論中國教務發展方針，6月2日教宗庇護十二世（Pius XII）任其為比利時根特本篤會聖伯多祿修道院（Abbétitulaire de Saint-Pierrede Gand）名譽院長並頒予任命狀，8月10日教廷駐比公使沈德總主教為其升院長舉行祝福典禮，參加典禮者包含駐比大使金問泗、駐教廷公使謝壽康、比利時王室等人，此外，亦收到來自各地的祝賀電文，8月26日於根特修道院舉行到任典禮，市長及修道院保管委員會會長分別致歡迎詞並贈古磚一塊作為紀念。
1948年12月病重而住進比利時布魯日的聖芳濟醫院。
1949年1月15日陸徵祥病逝於比利時，1月19日在比利時布魯日聖安德魯修道院中，由教廷駐比利時公使錢鐸（Fernando Cento）總主教主持喪禮，南文院長（Dom Theodore Neve）主持追思彌撒，隨後安葬於修道院墓園中。

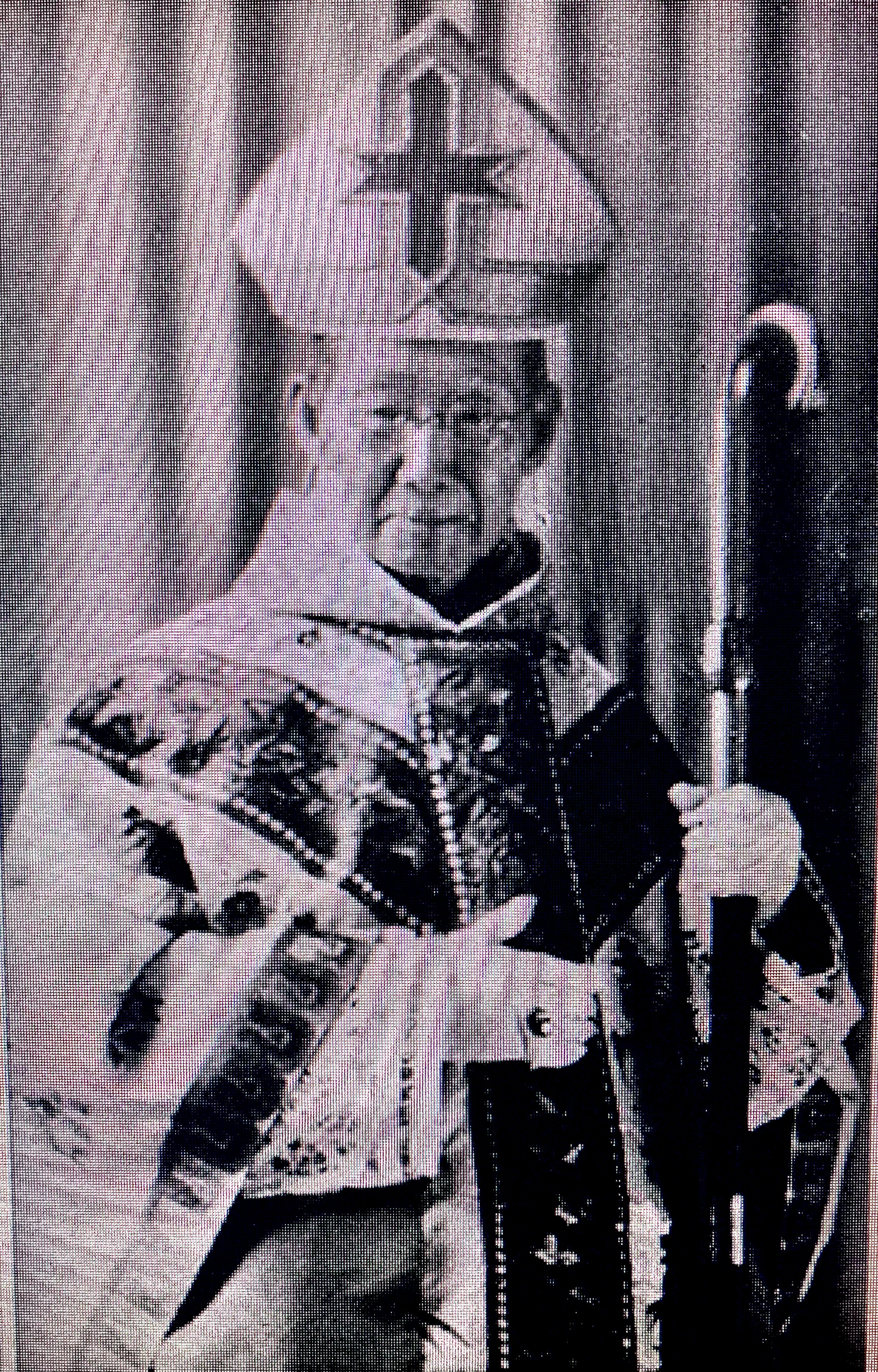
1946年的陆徵祥

## 1912年陸徵祥内阁
1912年7月成立，僅維持三個月。总理陸徵祥兼任外交总长、内务总长赵秉钧、陆军总长段祺瑞、海军总长刘冠雄、财政总长周学熙，司法总长许世英，教育总长范源濂，农林总长陈振先，交通总长朱启钤，工商总长刘揆一（8月补任），

## 1915年陸徵祥内阁
1915年12月，陸徵祥由代理國務總理真除組閣，當時國務總理改稱國務卿，也僅維持三個月。